# Tehsils de l'Inde

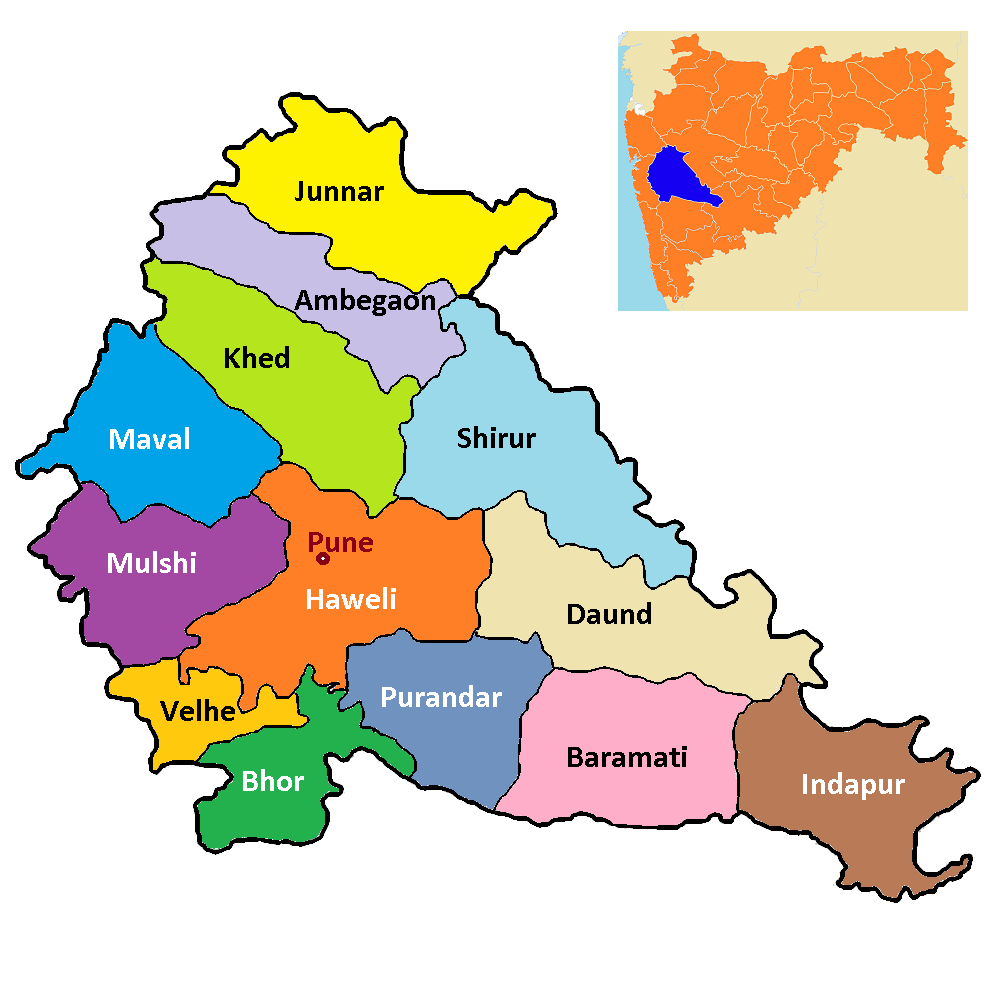
Tehsils dans le district de Pune.

En Inde, les tehsils sont des subdivisions des districts. Selon les États et territoires, les tehsils peuvent porter des noms différents, notamment « mandal » ou « taluka ». 
En 2011, il y avait 5 564 tehsils

## Institutions
Dans le cadre du panchayati raj, un tehsil est doté d'un panchayat samiti, un conseil élu au suffrage universel direct présidé par un tehsildar ou talukdar.
Le panchayat samiti constitue le niveau intermédiaire d'administration locale, entre le gram panchayat (village) et le zilla parishad (district).

## Liste par État et territoire
| État               | Nom                                 | Nombre |
| ------------------ | ----------------------------------- | ------ |
| Andhra Pradesh     | Mandal                              | 661    |
| Arunachal Pradesh  | Cercle                              | 149    |
| Assam              | Cercle                              | 155    |
| Bengale-Occidental | Bloc de développement communautaire | 341    |
| Bihar              | Bloc de développement communautaire | 533    |
| Chhattisgarh       | Tehsil                              | 149    |
| Goa                | Taluka                              | 12     |
| Gujarat            | Taluka                              | 226    |
| Haryana            | Tehsil                              | 67     |
| Himachal Pradesh   | Tehsil                              | 109    |
| Jammu-et-Cachemire | Tehsil                              | 59     |
| Jharkhand          | Bloc de développement communautaire | 210    |
| Karnataka          | Taluka                              | 206    |
| Kerala             | Taluka                              | 75     |
| Madhya Pradesh     | Tehsil                              | 367    |
| Maharashtra        | Taluka                              | 353    |
| Manipur            | Subdivision                         | 38     |
| Meghalaya          | Bloc de développement communautaire | 39     |
| Mizoram            | Bloc de développement rural         | 22     |
| Nagaland           | Cercle                              | 93     |
| Odisha             | Station de police                   | 485    |
| Pendjab            | Tehsil                              | 72     |
| Rajasthan          | Tehsil                              | 268    |
| Sikkim             | Subdivision                         | 9      |
| Tamil Nadu         | Taluka                              | 201    |
| Telangana          | Taluka                              | 446    |
| Tripura            | Bloc de développement communautaire | 38     |
| Uttar Pradesh      | Tehsil                              | 316    |
| Uttarakhand        | Tehsil                              | 49     |

| Territoire              | Nom                  | Nombre |
| ----------------------- | -------------------- | ------ |
| Îles Andaman-et-Nicobar | Tehsil               | 7      |
| Chandigarh              | Tehsil               | 1      |
| Dadra et Nagar Haveli   | Taluka               | 1      |
| Daman et Diu            | Taluka               | 2      |
| Delhi                   | Tehsil               | 27     |
| Lakshadweep             | Subdivision          | 4      |
| Puducherry              | Panchayat de commune | 10     |